# Jos Hermens
Josephus Maria Melchior "Jos" Hermens född 8 januari 1950 i Nijmegen, är en holländsk före detta långdistanslöpare och numera en av de största agenterna i friidrottsvärlden. Hermens blev utnämnd till Årets idrottare i Nederländerna år 1975.
Hermens drog sig ur OS 1972 i München efter Münchenmassakern. "Det var ett lätt val," sa han. "Vi var inbjudna till en fest, och någon kommer till festen och skjuter folk, hur kan du då stanna?".
Han var finalist på 10 000 meter vid OS 1976 i Montreal. Fem dagar senare deltog han också i det avslutande OS-maratonloppet, där han slutade på 25:e plats i karriärens bästa tid 2:19.48,2.

## Fem världsrekord på udda distanser
Hermens förbättrade vid två tillfällen timvärldsrekorden och vid samma tillfällen 20 000 meter-rekorden, på banan i Papendal. I september 1975, med Gerard Tebroke som hare, sprang han 20 907 meter (20 000 meter: 57.31,6) och i maj 1976, förbättrade han utan hare rekorden med 37 meter (20 000 meter 57.24,2). Världsrekordet på 20 000 meter stod fram till år 1990 och timvärldsrekorden till 1991, då Arturo Barrios övertog båda.
Han satte också ett världsrekord på den udda distansen 10 engelska mil (cirka 16 094 meter) då han 14 september 1975 i Papendal sprang sträckan på 45.57,6.

## Nederländska mästerskap
Hermens vann 13 nederländska mästerskap. Tre på 5 000 meter; 1973, 1974 och 1977. 
Fyra på 10 000 meter; 1974, 1975, 1977 och  1978.
Fem i lång terränglöpning; 1972, 1975, 1976, 1977 och 1978 samt ett inomhusmästerskap på 3000 meter 1972.

## Efter den aktiva karriären
Efter att hans aktiva karriär fick avbrytas 1978 på grund av skador arbetade Hermens för Nike, där han slutade 1985 för att starta sitt eget managementbolag, Global Sports Communications. Hermens' bolag har nära 100 idrottare i sitt stall; tidigare och nuvarande klienter inkluderar Haile Gebrselassie, Kenenisa Bekele, Gabriela Szabó, Nils Schumann och Hezekiél Sepeng. I Sverige är han mest känd som Abeba Aregawis agent.